# 4-Fluorométhamphétamine
La 4-fluorométhamphétamine (4-FMA) est un psychostimulant appartenant à la classe des méthamphétamines halogénées. Elle est reportée comme étant vendue sur internet en tant que "Nouveau Produit de Synthèse".

## Taille
Pour les amphétamines, la distance entre l'halogène et l'azote est calculée. Pour les méthamphétamines, c'est la distance entre l'halogène et le groupe méthyle de l'amine qui est calculée. L'unité est l'ångström (Å). Les valeurs de la 4-chloroamphétamine et de la 4-fluorométhamphétamine seront mises en gras.
Taille des amphétamines para-halogénées :
- 4-Fluoroamphétamine (4-FA) : 7,83
- 4-Chloroamphétamine (4-CA) : 8,21
- 4-Bromoamphétamine (4-BA) : 8,39
- 4-Iodoamphétamine (4-IA) : 8,57

Taille des méthamphétamines para-halogénées :
- 4-Fluorométhamphétamine (4-FMA): 8,37
- 4-Chlorométhamphétamine (4-CMA): 9,15
- 4-Bromométhamphétamine (4-BMA): 9,31
- 4-Iodométhamphétamine (4-IMA): 9,49